# Joculatores Upsalienses
Joculatores Upsalienses (с лат. — «Шуты из Упсалы») — шведский музыкальный коллектив из города Уппсала, основанный в 1965 году и исполняющий средневековую музыку и музыку эпохи Возрождения.

## История
Изначальный состав коллектива Joculatores Upsalienses — Свен Бергер, Йон Бьёрклунд, Пер Оберг, Ола Перссон и Торбьёрн Карлссон. Ансамбль исполнял произведения старинной музыки — как церковной, так и мирской. Группа гастролировала в Швеции и за рубежом, выступала в эфире радио- и телепередач, выпустив несколько виниловых пластинок. В течение 1970-х и 1980-х годов группа дала около 300 концертов по всей стране, в Финляндии и Норвегии; неоднократно выступала в Швейцарии и Польше, в Германии, Нидерландах и странах бывшей Югославии.
Некоторые композиции в исполнении группы вошли в саундтрек к компьютерной игре Europa Universalis II.

## Состав
Среди членов коллектива фигурируют имена:
- Свен Бергер (швед. Sven Berger)
- Рольф Бергер (швед. Rolf Berger)
- Йон Бьёрклунд (швед. John Björklund)
- Ола Перссон (швед. Ola Persson)
- Пер Оберг (швед. Per Åberg)
- Андрес Брагшё (швед. Anders Bragsjö)
- Кристер Сёдербек (швед. Christer Söderbäck)
- Генри Рагнарссон (швед. Henry Ragnarsson)
- Янне Юханссон (швед. Janne Johansson)
- Георг Тённерс (швед. Georg Thönners)
- Лисбет Каллес (швед. Lisbeth Kallaes)
- Кристина Хёгман (швед. Christina Högman)
- Кики Эльд (швед. Kicki Eldh)
- Лилиане Хоконсон (швед. Liliane Håkanson)
- Анника Элиассон-Фрик (швед. Annika Eliasson-Frick)
- Янне Клинг (швед. Janne Kling)
- Челль Фриск (швед. Kjell Frisk)
- Ян Винтер[швед.] (швед. Jan Winter)
- Олле Гелльмо[швед.] (швед. Olle Gällmo)
- Ларс Виберг (швед. Lars Wiberg)

## Дискография
- Antik musik på Wik (1974)
- De fyra årstiderna (1977)
- Skogen, flickan och flaskan (1978)
- The Four Seasons, Woods, Women And Wine (1982, перевыпущен в 2000)[2]
- Cantigas de Santa Maria - Cancionero de Upsala - Piae Cantiones (1983)
- Christmas in Sweden (2001)